# 岡田直樹 (実業家)
岡田 直樹（おかだ なおき、1964年1月28日 - ）は、日本の実業家。株式会社フジクラ代表取締役社長。

## 人物・経歴
埼玉県出身、埼玉県立春日部高等学校卒、千葉大学工学部卒業。
- 1986年フジクラ入社[2]。
- 2008年光開発ケーブル製造部長。
- 2014年次世代光ケーブル事業推進室長。
- 2020年常務執行役員。
- 2022年代表取締役社長